# Narodni park Vrata Arktike
Narodni park Vrata Arktike (s polnim imenom angleško Gates of the Arctic National Park and Preserve) je narodni park v Združenih državah Amerike, vzpostavljen za zaščito dela gorovja Brooks na severu osrednje Aljaske, znotraj arktičnega kroga. Velja za najbolj odročen ameriški narodni park in je zaradi odsotnosti vsakršne infrastrukture (tudi cest) najmanj obiskan, z običajno manj kot 10.000 obiskovalci letno. Uprava se nahaja v Fairbanksu, od koder več ponudnikov izvaja polete do naselbin Bettles in Anaktuvuk Pass, ki sta glavno izhodišče za pohodnike v notranjost.

## Geografija
Zavarovano območje meri 3.428.702 ha (34.287 km2). Obsega osrednji del gorovja Brooks s pogorjem Endicott in delom pogorja Schwatka. Vzhodna meja poteka ob avtocesti Dalton, ki je speljana od Fairbanksa do severne obale Aljaske, na zahodu pa meji na naravni rezervat Noatak. Po ozemlju parka teče šest rek, ki so uradno opredeljene kot »divje in slikovite reke« (Wild and Scenic River):
- Alatna 83 mi (134 km)
- John 52 mi (84 km)
- Kobuk 110 mi (177 km)
- Koyukuk (severni krak) 102 mi (164 km)
- Noatak (delno)
- Tinayguk 44 mi (71 km)